# La Goulafrière
La Goulafrière är en kommun i departementet Eure i regionen Normandie i norra Frankrike. Kommunen ligger i kantonen Broglie som tillhör arrondissementet Bernay. År 2022 hade La Goulafrière 169 invånare.

## Befolkningsutveckling
Antalet invånare i kommunen La Goulafrière
Referens:INSEE